# Мёрица
Мёрица (бел. Мёрыца) — река в Белоруссии, протекает по территории Миорского района Витебской области, левый приток Западной Двины. Длина реки — 31 км, площадь водосборного бассейна — 224 км².
Река вытекает из озера Миорское в черте города Миоры в двух км к востоку от деревни Дубровы. Генеральное направление течения — северо-восток, затем северо-запад. Мерица течёт в пределах Браславской гряды. Долина реки чашеобразная, шириной около 400 м. Пойма прерывистая и чередуется по берегам. Ширина поймы до 100 м. Русло шириной 5-7 м. Больших притоков не имеет, но принимает несколько проток из окрестных озёр.
Помимо города Миоры Мерица протекает ряд сёл и деревень: Денисово, Птицкие, Блашки, Силово, Босяницы, Застаринцы, Чернявцы, Сочнево, Понизники, Яноволь, Поташня, Буково.
Впадает в Западную Двину у деревни Чемеры.